# 21世紀型スキル
21世紀型スキル（21せいきがたスキル 英語: Assessment and Teaching of 21st Century Skills）は国際団体ATC21sによって定められた、デジタル時代となる21世紀以降必要とされるリテラシー的スキルである。「21世紀型能力」
と呼ばれる場合もある。

## 概要
具体的には以下の10項目のスキルで定義されている。
思考の方法
- 創造力とイノベーション
- 批判的思考、問題解決、意思決定
- 学びの学習、メタ認知（認知プロセスに関する知識）

仕事の方法
- コミュニケーション
- コラボレーション（チームワーク）

仕事のツール
- 情報リテラシー
- 情報通信技術に関するリテラシー

社会生活
- 地域と国際社会での市民性
- 人生とキャリア設計
- 個人と社会における責任（文化に関する認識と対応）